# Kontejnerová loď

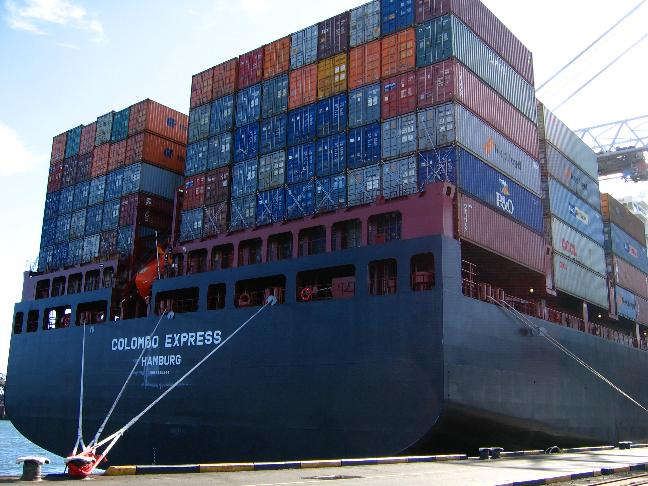
Záď kontejnerové lodě Colombo Express

Kontejnerová loď patří mezi obchodní nákladní lodě. Přeprava zboží je zde mnohem efektivnější než na ostatních lodích pro suchý náklad. Jako přepravní jednotka se používá obvykle jeden dvacetistopý kontejner (1 TEU).

## Charakteristika
Použít ale můžete i čtyřicetistopý kontajner a pětačtyřicetistopý kontajner. Dále pak zvané opentop s plachtou namísto pevné střechy, tankové kontejnery, plato kontejner, mrazicí kontejner či například kontejner s čely určený k přepravě nadměrných nákladů. Manipulace v přístavních terminálech je pak poměrně snadná. Kontejnery se do lodě umisťují pomocí portálových jeřábů do prostorových vodících mříží, nad úrovní paluby se vrství v cca šesti řadách. V rozích se k sobě vzájemně upevňují. K březnu 2021 je největší kontejnerovou lodí třída HMM Algeciras (rejdař HMM Company Limited z Jižní Koreji) s kapacitou 23 964 TEU. Největší společností provozující kontejnerové lodě je dánská společnost Maersk.